# Af Gillner
af Gillner var en svensk adlig ätt, härstammande från Södermanland.
Den förste kände stamfadern Sven Johansson, död 1683, var ryttare vid Östra Närkes kompani i Flen av Kungl. Livregementet till Häst. Hans son, kyrkoherden i Gryt Johannes Svenonis (ca 1660-1704), antog släktnamnet Gilnaeus. Dennes son var kyrkoherden i Kumla Johannes Joh. Gilnaeus, vars son Carl Johan (1732-1800), major vid Västgöta kavalleriregemente, ändrade släktnamnet till Gillner.
Dennes son översten och regementsbefälhavaren över Västgöta kavalleriregemente Carl Johan Gillner (1763-1846), blev adlad 11 maj 1818 och introducerad under namnet af Gillner 27 juni 1821. Med Carl Johan af Gillners döttrar utslocknade ätten 1901.